# Acquiescence
Acquiescence (englisch ‚Schweigen im Rechtsverkehr‘; auch konkludente Zustimmung) beschreibt im Common Law ein stillschweigendes Verhalten, das eine Person auch ohne ihren ausdrücklichen Willen rechtlich bindet. Die Acquiescence beinhaltet Grundelemente der widerspruchslosen Hinnahme und einen nicht unerheblichen Zeitablauf.

## Fallgruppen
Im Zivilrecht kann durch schlüssiges Handeln ein Vertrag zustande kommen oder durch Untätigkeit ein Recht untergehen, wenn nach der Verkehrssitte eine Reaktion zu erwarten gewesen wäre.
Das Völkerrecht kennt eine Strafbarkeit durch Unterlassen, beispielsweise bei staatlicher Untätigkeit gegenüber Verletzungen der UN-Antifolterkonvention.
Strittig ist, ob Völkergewohnheitsrecht allein durch wiederholte Übung (consuetudo) geschaffen wird, dem die anderen Staaten nicht widersprechen.